# Mesnil-en-Arrouaise
Mesnil-en-Arrouaise est une commune française au nord du département de la Somme, en région Hauts-de-France.

## Géographie

### Hydrographie
La commune est située dans le bassin Artois-Picardie. Elle n'est drainée par aucun cours d'eau.

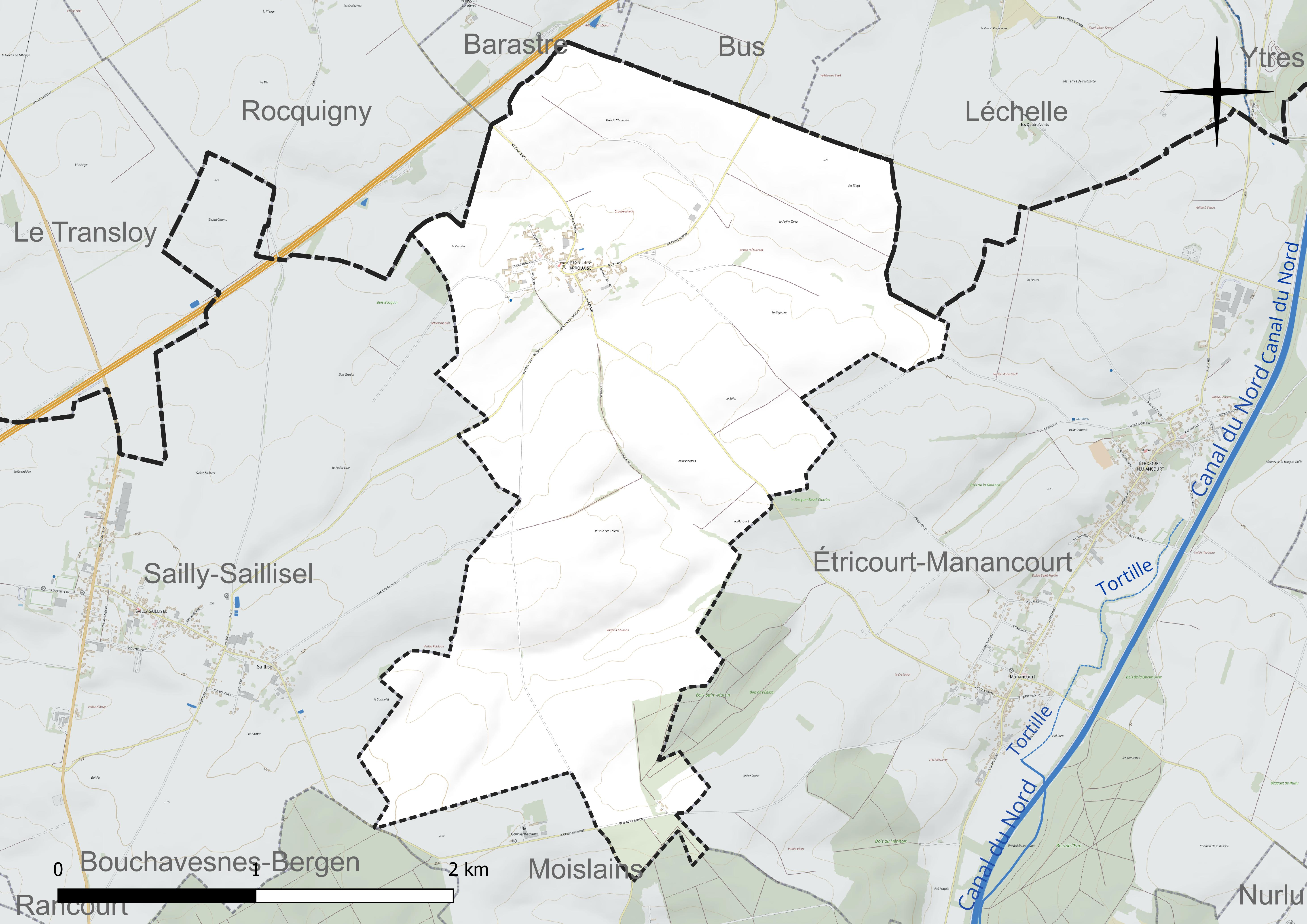
Réseau hydrographique de Mesnil-en-Arrouaise.

### Climat
Pour des articles plus généraux, voir Climat des Hauts-de-France et Climat de la Somme.
En 2010, le climat de la commune est de type climat océanique dégradé des plaines du Centre et du Nord, selon une étude du CNRS s'appuyant sur une série de données couvrant la période 1971-2000. En 2020, Météo-France publie une typologie des climats de la France métropolitaine dans laquelle la commune est exposée à un climat océanique et est dans la région climatique Nord-est du bassin Parisien, caractérisée par un ensoleillement médiocre, une pluviométrie moyenne régulièrement répartie au cours de l'année et un hiver froid (3 °C).
Pour la période 1971-2000, la température annuelle moyenne est de 10 °C, avec une amplitude thermique annuelle de 14,8 °C. Le cumul annuel moyen de précipitations est de 739 mm, avec 11,9 jours de précipitations en janvier et 9,1 jours en juillet. Pour la période 1991-2020, la température moyenne annuelle observée sur la station météorologique la plus proche, située sur la commune d'Épehy à 14 km à vol d'oiseau, est de 10,6 °C et le cumul annuel moyen de précipitations est de 752,8 mm,. Pour l'avenir, les paramètres climatiques de la commune estimés pour 2050 selon différents scénarios d'émission de gaz à effet de serre sont consultables sur un site dédié publié par Météo-France en novembre 2022.

## Urbanisme

### Typologie
Au 1er janvier 2024, Mesnil-en-Arrouaise est catégorisée commune rurale à habitat dispersé, selon la nouvelle grille communale de densité à sept niveaux définie par l'Insee en 2022.
Elle est située hors unité urbaine. Par ailleurs la commune fait partie de l'aire d'attraction de Péronne, dont elle est une commune de la couronne,. Cette aire, qui regroupe 52 communes, est catégorisée dans les aires de moins de 50 000 habitants,.

### Occupation des sols
L'occupation des sols de la commune, telle qu'elle ressort de la base de données européenne d'occupation biophysique des sols Corine Land Cover (CLC), est marquée par l'importance des territoires agricoles (93,4 % en 2018), une proportion identique à celle de 1990 (93,4 %). La répartition détaillée en 2018 est la suivante : 
terres arables (93,4 %), zones urbanisées (3,9 %), forêts (2,7 %). L'évolution de l'occupation des sols de la commune et de ses infrastructures peut être observée sur les différentes représentations cartographiques du territoire : la carte de Cassini (XVIIIe siècle), la carte d'état-major (1820-1866) et les cartes ou photos aériennes de l'IGN pour la période actuelle (1950 à aujourd'hui).

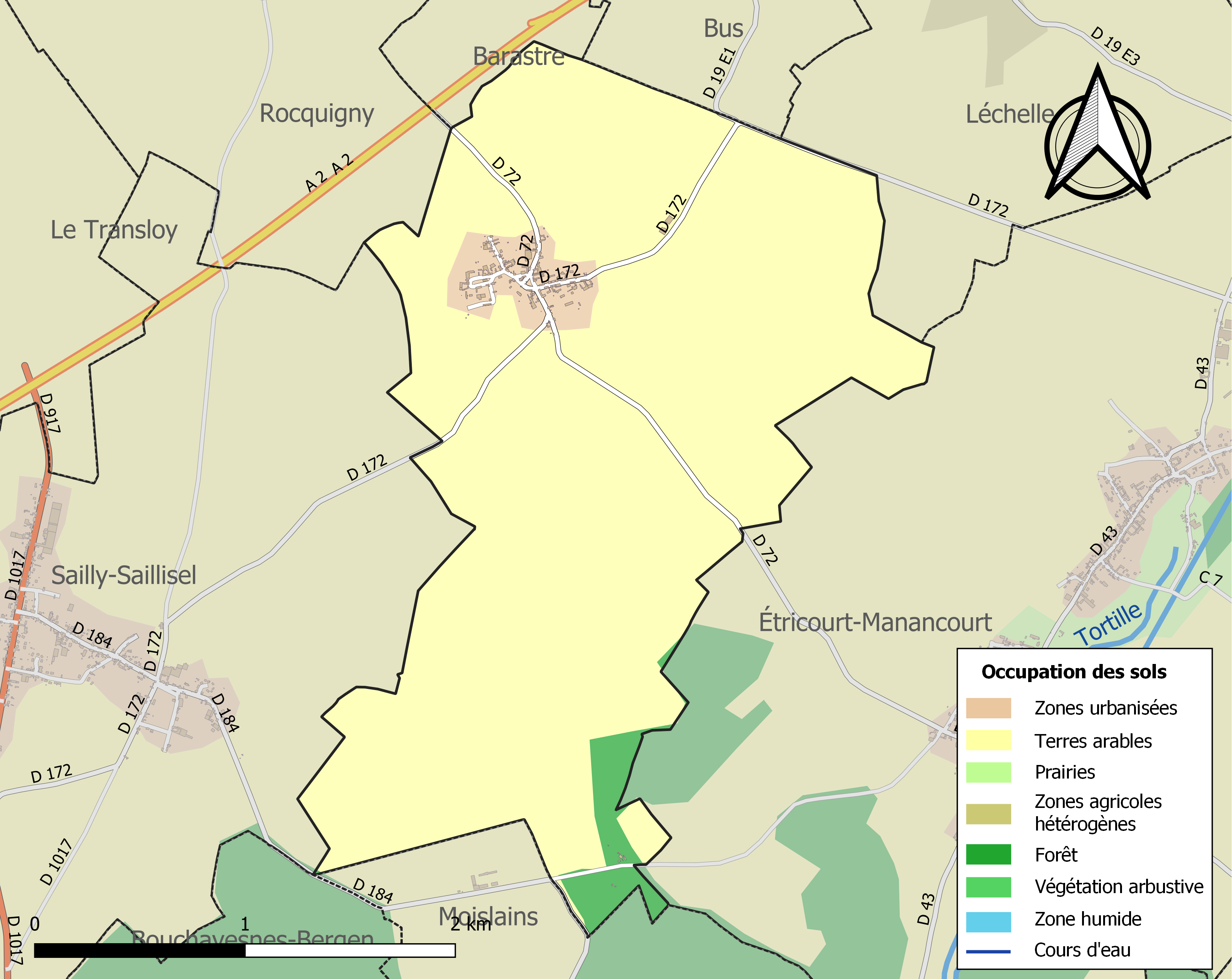
Carte des infrastructures et de l'occupation des sols de la commune en 2018 (CLC).

## Toponymie
Le nom de la localité est attesté sous les formes Mansionile in Arroasia et Maisnil-en-Arreuaise en 1308 ; Mesnil-en-Arouaize en 1567 ; Many en 1592 ; Mainil-en-Arouaise en 1733 ; Le Mesnil en 1743 ; Le Mesnil-en-Arrouaise en 1757 ; Menil-en-Arrouaise en 1764 ; Mesnil-en-Arrouaise en 1764 ; Le Mainil-en-Arouaise en 1778 ; Maisnil-en-Arrouaise en 1857 ; Mesnil-en-Arouaise en 1862.
« Mesnil », toponyme très répandu en France, à partir de Mansionem, le bas-latin a créé un nouveau terme dérivé du mot latin mansionile, diminutif de mansio, demeure, habitation, maison. Devenu en français médiéval maisnil, mesnil, « maison avec terrain ».
Autrefois, la région était recouverte d'une épaisse forêt du nom d'Arrouaise.

## Histoire
La commune est située dans l'ancienne région de l'Arrouaise, qui était encore à l'époque de Jules César une « forêt-frontière », relique de la grande forêt préhistorique et gauloise.
La première occupation se fit autour d'un point d'eau, puis lors de la période romaine un puits fut creusé. Il faudra attendre la période mérovingienne pour voir apparaître la construction d'une petite maison qui prendra le nom de « Mansionile ». La forêt appartenant ensuite aux religieux de Saint-Waast installés au village voisin de Moislains, cette mansionile fut confiée à un certain Arnould (Ernoult) et prit le nom de Ernoulmaisnil. Le défrichement de la forêt pour cultiver les terres permettant son expansion, elle devint un hameau. Sa situation en pleine forêt d'Arrouaise (Arrosiâ), à mi-chemin entre la grande abbaye d'Arrouaise et le village de Moislains, va permettre en 1177 la création d'une paroisse. Les religieux donneront à ce lieu le nom de « Mansionile in Arrosiâ » qui donnera Mesnil-en-Arrouaise. En 1322, c'est le déménagement de la prévôté de Moislains sur Mesnil qui favorisa fortement la croissance du village.
Le village ne connut pas de seigneurs, les abbés de Saint-Waast (ou Saint-Vaast) d'Arras en restant les propriétaires avec le titre de seigneur de Mesnil. Quelques fiefs seront rattachés au village avec çà et là quelques petits seigneurs (de 1547 à 1646)1. Mesnil-en-Arrouaise fut la plus importante des prévôtés de l'abbaye de St-Vaast en étendue et juridiction : elle couvrait environ 5,000 hectares et avait droit de haute et basse justice. À la Révolution, la maison de la prévôté fut détruite.
Le 26 décembre 1870, pendant les vêpres, les Prussiens firent leur première entrée à Mesnil. Le 2 janvier 1871, le canon tonnait sur Bapaume et plusieurs régiments ennemis traversèrent la commune pour rejoindre le front. Le 4 janvier, certains régiments ennemis se replièrent en direction de Saint-Quentin après avoir essuyé une lourde défaite lors de la bataille de Bapaume. Le 16 janvier, les troupes françaises traversèrent le village pour aller vers Saint-Quentin. En raison du sol gelé, les habitants répandirent des cendres et de la paille sur les chemins pour permettre le passage des troupes.
En 1914, lors des premiers combats de la Somme, le 263e régiment d'infanterie presque entièrement anéanti se retrouve à Mesnil, composé d'une petite poignée d'hommes. Sous le feu de l'ennemi, les derniers poilus sont abattus sauf le lieutenant Bonnefont et le sergent Philippon qui confièrent le drapeau du régiment à la famille Lefebvre qui l'enterra dans sa cave. Les deux soldats quittèrent de nuit le village encerclé et le lieutenant Bonnefond reviendra en mai 1919 récupérer la précieuse relique qui fut versée le 21 février 1962 au musée de l'Armée à Paris.
Au début de 1915, le curé de la paroisse, est chargé par l'occupant de remplacer l'instituteur mobilisé. Jusqu'à l'été 1916, les vingt élèves vont à l'école « comme au temps de la jeunesse du prêtre », d'abord dans la salle de classe puis dans un cabaret.
Lors du dernier conflit, le village fut bombardé le 17 mai 1940, faisant trois victimes civiles. Le 29 avril 1944, un bombardier américain se posa contraint au village voisin et tout proche de Sailly-Saillisel, ce qui provoqua l'arrivée d'Allemands. Le village sera libéré le 2 septembre 1944 par les Américains.

## Politique et administration
| Période                                  | Période                   | Identité           | Étiquette | Qualité                        |
| ---------------------------------------- | ------------------------- | ------------------ | --------- | ------------------------------ |
| Les données manquantes sont à compléter. |                           |                    |           |                                |
| 1440                                     |                           | Jean de Courtray   |           |                                |
| 1539                                     |                           | Wallerand Chocquet |           |                                |
| 1680                                     |                           | Charles Frassent   |           |                                |
| 1704                                     |                           | Vincent Lebreton   |           |                                |
| 1768                                     |                           | Letellier          |           |                                |
| 1836                                     |                           | Froissart          |           |                                |
| 1851                                     |                           | Magniez            |           |                                |
| 1872                                     |                           | Froissart          |           |                                |
| 1881                                     |                           | Blériot            |           |                                |
| 1906                                     |                           | Rosier             |           |                                |
| 1918                                     |                           | Eugène Basquin     |           |                                |
| 1921                                     |                           | Coche              |           |                                |
| 1926                                     |                           | Carlier            |           |                                |
| 1936                                     |                           | Tellier            |           |                                |
| 1940                                     | 1940                      | Léon Gellé         |           |                                |
| 1940                                     |                           | Ulysse Pennequin   |           |                                |
| 1977                                     |                           | Robert Carlier     |           |                                |
| Les données manquantes sont à compléter. |                           |                    |           |                                |
| mars 2001                                | 2014                      | Denise Guise       |           |                                |
| 2014                                     | En cours (au 31 mai 2020) | Alain Bellier      |           | Réélu pour le mandat 2020-2026 |

## Population et société

### Démographie
L'évolution du nombre d'habitants est connue à travers les recensements de la population effectués dans la commune depuis 1793. Pour les communes de moins de 10 000 habitants, une enquête de recensement portant sur toute la population est réalisée tous les cinq ans, les populations de référence des années intermédiaires étant quant à elles estimées par interpolation ou extrapolation. Pour la commune, le premier recensement exhaustif entrant dans le cadre du nouveau dispositif a été réalisé en 2006.

En 2022, la commune comptait 107 habitants, en évolution de −16,41 % par rapport à 2016 (Somme : −1,26 %, France hors Mayotte : +2,11 %).
| 1793 | 1800 | 1806 | 1821 | 1831 | 1836 | 1841 | 1846 | 1851 |
| ---- | ---- | ---- | ---- | ---- | ---- | ---- | ---- | ---- |
| 438  | 524  | 533  | 530  | 552  | 577  | 600  | 607  | 575  |

| 1856 | 1861 | 1866 | 1872 | 1876 | 1881 | 1886 | 1891 | 1896 |
| ---- | ---- | ---- | ---- | ---- | ---- | ---- | ---- | ---- |
| 555  | 580  | 574  | 531  | 525  | 427  | 446  | 421  | 377  |

| 1901 | 1906 | 1911 | 1921 | 1926 | 1931 | 1936 | 1946 | 1954 |
| ---- | ---- | ---- | ---- | ---- | ---- | ---- | ---- | ---- |
| 351  | 340  | 325  | 202  | 245  | 218  | 253  | 197  | 198  |

| 1962 | 1968 | 1975 | 1982 | 1990 | 1999 | 2006 | 2011 | 2016 |
| ---- | ---- | ---- | ---- | ---- | ---- | ---- | ---- | ---- |
| 187  | 172  | 147  | 127  | 118  | 124  | 138  | 143  | 128  |

| 2021 | 2022 | - | - | - | - | - | - | - |
| ---- | ---- | - | - | - | - | - | - | - |
| 112  | 107  | - | - | - | - | - | - | - |

## Culture locale et patrimoine

### Lieux et monuments
- Église Saint-Étienne : entièrement détruite en 1914, elle a été reconstruite à l'identique mais en inversant sa position. Ainsi le clocher qui se situait autrefois en arrière-plan est aujourd'hui au premier plan. Le porche est surmonté de gravures représentant une partition musicale.
- Chapelle dédiée à la Vierge, construite en 1950 à un endroit où était située une chapelle avant 1914[25].

### Héraldique
| Blason de Mesnil-en-Arrouaise | Blason  | D'or à la bande d'azur chargée de trois arbres d'argent posés à plomb, accompagnée en chef d'une croisette ancrée de gueules et en pointe d'une maison de sinople. |
| Blason de Mesnil-en-Arrouaise | Détails | Le statut officiel du blason reste à déterminer. |

### Personnalités liées à la commune
- Jean-Louis Le Gall, capitaine au 25e régiment d'infanterie territoriale, natif de Plounérin dans les Côtes-du-Nord (Bretagne). Il fut tué le 26 septembre 1914 aux combats du Transloy, commune voisine, et fut enterré dans le cimetière communal de Mesnil-en-Arrouaise.

## Pour approfondir